# Fullmåne
För andra betydelser, se Fullmåne (olika betydelser).

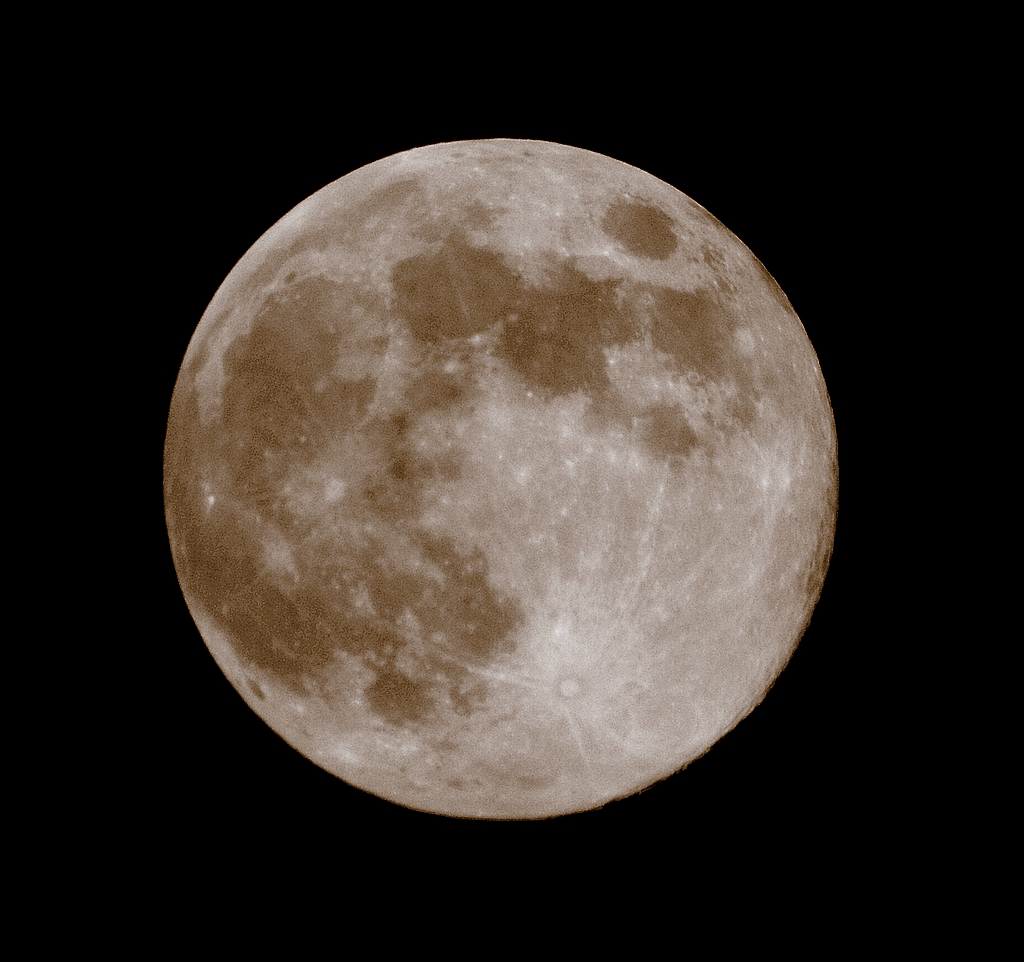
Fullmåne över Stockholm
den 12 december 2005.

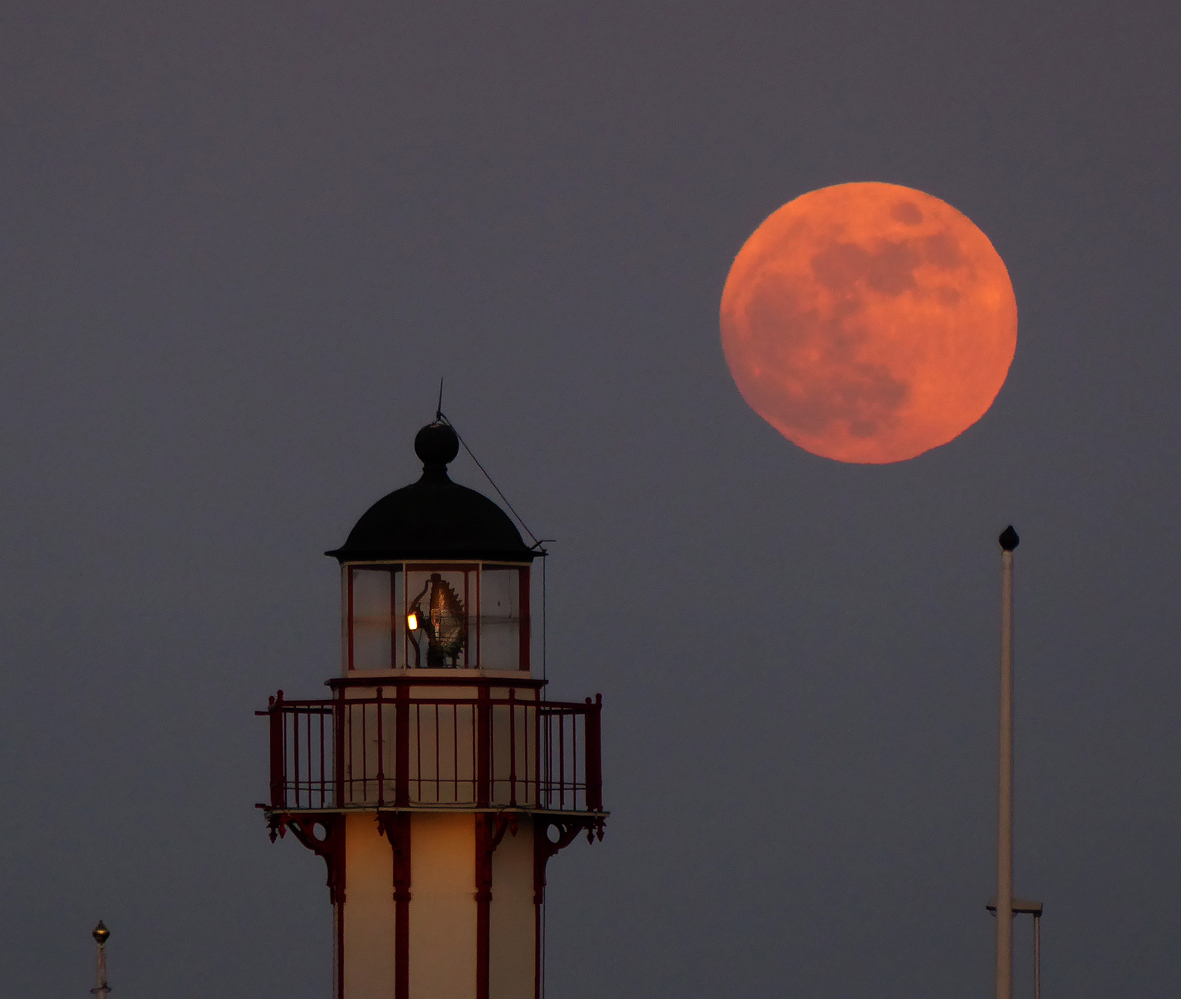
Fullmåne över gamla fyren i Ystad 11 feb 2017.

Fullmåne är den månfas då solen belyser hela den halva av månen som är vänd mot jorden.
Vid fullmåne går månen upp samtidigt som solen går ned. Fullmånen är av magnitud −12,7 och därmed ungefär elva gånger ljusstarkare än halvmånen. När fullmånen befinner sig på eller nära ekliptikan uppstår en månförmörkelse.
Tidsintervallet mellan två fullmånar — den synodiska månaden— är ungefär 29,53 dygn.
Fullmånens ljus utnyttjades förr till utomhusaktiviteter som skörd (se skördemåne, augustimåne), jakt och fiske.

## Fullmåneberäkningar
Datum och ungefärlig tid för fullmåne kan beräknas med följande formel:
{\displaystyle d=20.362955+29.530588861\times N+102.026\times 10^{-12}\times N^{2}}
… där  d är antalet dygn sedan 1 januari 2000 00:00:00 världstid (UT) med följande korrigering av d:
{\displaystyle -0.000739-(235\times 10^{-12})\times N^{2}} days
… och N är antalet fullmånar sedan den första fullmånen 2000. Den sanna tidpunkten kan avvika från det kalkylerade resultatet med upp till 14,5 timmar beroende på att månens omloppsbana inte är helt cirkulär.

## Fullmånen i folktro
Fullmånen har alltid ansetts ha övernaturliga egenskaper. Den har i folktron förknippats med väsen som till exempel varulvar.